# ヨハン・カール・ローゼンクランツ

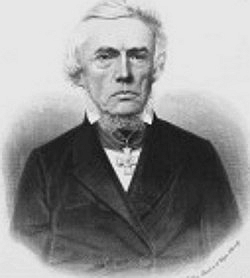
Johann Karl Friedrich Rosenkranz

ヨハン・カール・ローゼンクランツ（Johann Karl Friedrich Rosenkranz,1805年4月23日-1879年7月14日）は、ドイツの哲学者。ヘーゲル中央派に所属。

## 生涯
マクデブルクの生まれ。ベルリン大学、ハレ大学、ハイデルベルク大学の各大学で哲学を学ぶ。ヘーゲルとフリードリッヒ・シュライエルマッハーの哲学を専門とした。ハレ大学助教授次いで、1833年にケーニヒスベルク大学教授に就任。生涯を当地で過ごした。
彼は、晩年は視力を完全に失い盲人となった。長年のキャリアにおいて、様々な書物を出版し、ケーニヒスベルクという地理的にも離れていた土地で活躍していたこともあって、必ずしもヘーゲル学派(あるいはヘーゲルそのもの)の伝統に則った書物を残していたわけではないが、彼はヘーゲル学派の伝統に忠実だとされている。彼自身はヘーゲルからの離反を試みていた。
ただ、一般的にはミヘレットらと共に中央派とみなされるが、一方ではバウアーなど共に左派の人物ともみなされることもある。このようにローゼンクランツの立場に対する見解は、一定ではない。
なお、ヘーゲルの生涯を綴った「ヘーゲル伝」(HEGELS LEBEN)は、ヘーゲルの生涯・特性を知る上で現代においても貴重な資料である(中埜肇訳・みすず書房より日本語訳入手可)。

## 主な著作
- シュライエルマッハの信仰論批判
- 心理学あるいは主体的精神学
- ヘーゲル哲学の批判的説明
- シェリング講義
- 知の体系
- 我がヘーゲル哲学の改革
- 論理学理念
- スピノザの哲学
- ヘーゲルの自然哲学
- 自然哲学者としてのヘーゲル
- ヘーゲル伝
- 中世におけるドイツの詩の歴史
- 詩の歴史の手引書
- 体系としての教育学
- マルグデブルクからケーニヒスベルクへ(自伝)

など多数
以上のほか1838-1840年の間に、カント全集の刊行に携わっている。

## 日本語訳
- 『醜の美学』（鈴木芳子訳、2007年、未知谷）
- 『日本国と日本人』（寄川条路訳、2015年、法政大学出版局）